# Epirrhoe albotaeniatula
Epirrhoe albotaeniatula är en fjärilsart som beskrevs av Felix Bryk 1942. Epirrhoe albotaeniatula ingår i släktet Epirrhoe och familjen mätare. Inga underarter finns listade i Catalogue of Life.